# مدرسة صنعاء الدولية
مدرسة صنعاء الدولية هي مدرسة دولية على حافة مدينة صنعاء عاصمة اليمن. هي منظمة غير ربحية تأسست في عام 1971. توفر المدرسة تعليم اللغة الإنجليزية في المقام الأول لأبناء السفارة وموظفي الأمم المتحدة وعمال الإغاثة الدوليين مثل شركات النفط والغاز. كانت تعلم أيضا العديد من الطلاب اليمنيين الذين يخططون لدخول الجامعات الغربية. تضم المدرسة الروضة، الابتدائية، الاعدادية، والثانوية. اعتبارا من عام 2010 فقد بلغ مجموع الملتحقين بها نحو 170 طالب من أكثر من 20 جنسية.
بنيت المنشأة فسيحة وتضم المعالم المعمارية اليمنية التقليدية وتحيط بها الأراضي الزراعية والجبال. المكتبة ووسائل الإعلام هي في قلب المدرسة وتوفر إمكانية الوصول مباشرة من وإلى الفصول الدراسية الرئيسية. تستكمل هذه التسهيلات من قبل الفصول الدراسية اللغة، غرفة الفنون، مختبر الحاسوب، صالة رياضية، وغرفة الأداء. توفير المرافق الرياضية الخارجية للعب كرة القدم، البيسبول، كرة المضرب، كرة السلة، سباقات المضمار والميدان، التزلج، التسلق، والرماية. المدرسة لديها مسرحية سنوية. مرافق المدرسة الرياضية المتاحة للمدارس المحلية من خلال استضافة العديد من الأحداث الرياضية على مدار السنة. تُوَفَّر حافلات النقل للطلاب والمعلمين.
بالإضافة إلى برنامج أكاديمي تدير المدرسة مجموعة متنوعة من الرحلات الميدانية والرحلات. وتشمل هذه الزيارات السنوية إلى باب المندب لمراقبة هجرة الطيور الجارحة من سيبيريا إلى أفريقيا، رحلات التخييم إلى جزيرة سقطرى، والرحلات الدولية من الطبيعة على حد سواء الثقافية والرياضية، والعديد من الرحلات المحلية.
المدرسة لديها القدرة على الاحتفاظ بالموظفين وهو أعلى بكثير من المتوسط بالنسبة لمدرسة دولية مع معدل متوسط لبقاء المعلمين وهو أكثر من 7 سنوات. يتم قبول الخريجين بشكل روتيني في أفضل الجامعات في أمريكا الشمالية، أوروبا، والشرق الأوسط. في السنوات الأخيرة واحد من ثلاثة خريجين يتوجهون إلى الولايات المتحدة للحصول على منح دراسية في الجامعات ايفي ليج .
مدرسة صنعاء الدولية هي المدرسة الوحيدة المعتمدة في كل من اليمن وتم اعتمادها من قبل جمعية مقرها في الولايات المتحدة للكليات والمدارس منذ عام 1983. مدرسة صنعاء الدولية هي جزء من مدارس الجودة الدولية.

## وصلات خارجية
- موقع مدرسة صنعاء الدولية